# المجلس الأعلى للفضاء
المجلس الأعلى للفضاء هو مجلس حكومي سعودي تأسس بقرار مجلس الوزراء في 1 نوفمبر 2022 ويرأسه الأمير محمد بن سلمان ولي العهد رئيس مجلس الوزراء.

## مهام المجلس
- اعتماد السياسات والاستراتيجيات لبرامج الفضاء.
- الموافقة على الخطط السنوية ومراقبة تنفيذ الاستراتيجية.
- تحقيق التوافق مع مختلف الاحتياجات والقطاعات الوطنية.[3]

## أعضاء المجلس
أعضاء المجلس الأعلى للفضاء هم كالآتي:
- الرئيس/ ولي العهد الأمير محمد بن سلمان آل سعود.
- نائب الرئيس/ وزير الاتصالات وتقنية المعلومات عبد الله السواحه.
- عضو/ وزير الخارجية الأمير فيصل بن فرحان بن عبد الله آل سعود.
- عضو/ وزير المالية محمد عبد الله الجدعان
- عضو / وزير الصناعة والثروة المعدنية بندر الخريف.
- عضو/ رئيس الاستخبارات العامة خالد الحميدان.
- عضو/ رئيس أمن الدولة عبد العزيز بن محمد الهويريني.
- عضو/ محافظ هيئة الاتصالات والفضاء والتقنية محمد بن سعود التميمي.
- عضو/ رئيس الهيئة العامة للطيران المدني عبد العزيز الدعيلج.
- عضو/ رئيس مجلس إدارة هيئة تنمية البحث والتطوير والابتكار عبد الله السواحه.
- عضو/ رئيس هيئة الأركان العامة فياض بن حامد الرويلي.